# Danny Rosales
Danny Yván Rosales Tananta (Lima, 23 de marzo de 1978) es un comediante, actor e imitador peruano, reconocido principalmente por su personaje recurrente de «la abuela Maca» y ser partícipe en diferentes programas cómicos de su país.

## Primeros años
Danny Yván Rosales Tananta nació el 23 de marzo de 1978 en la capital peruana Lima, proveniente de una familia de clase media baja.[cita requerida]

## Trayectoria
Comenzó su carrera artística a los catorce años trabajando como cómico ambulante en el Parque Universitario y tras acabar el colegio, recibió clases de actuación de la mano del reconocido actor Ramón García.
Tiempo después, Rosales ingresa por primera vez a la televisión con el programa de comedia peruano Los reyes de la risa por el canal Red Global en el año 1998 sin conseguir el éxito y compartió al lado de otros humoristas como Tripita, Mondonguito, Kike Suero y José Luis Cachay. Rosales fue invitado al programa de la periodista Mónica Zevallos para que en el año 1999, se incorpore al elenco de Los ambulantes de la risa, programa sucesor del antiguo espacio televisivo Risas y salsa, bajo el simple nombre de «Danny».
Tras ponerle pausa a su faceta televisiva para continuar con su trabajo de cómico ambulante, Rosales regresó a la televisión tras ser invitado por Aldo Miyashiro en el año 2004 participando en la serie de televisión Misterio, interpretándose a sí mismo. Al año siguiente, se suma al elenco de Lobos de mar como «Huevera».
Además, prestó su presencia para el programa humorístico Recargados de risa, donde caracterizó al personaje de «la abuela Maca» a partir de 2006.[cita requerida] Se presentó en un evento de Tumbes en el año 2010 junto a sus colegas cómicos ambulantes.
Tuvo una breve aparición en el programa Habacilar, en el segmento «Canta y gana».
En el año 2011, Rosales se incorporó al elenco del comediante Jorge Benavides, iniciándose en el show cómico El especial del humor en reemplazo de Lelo Costa[cita requerida] y comienza a realizar imitaciones a celebridades nacionales e internacionales, siendo el boxeador peruano Jonathan Maicelo una de ellas. En los años siguientes, volvió a trabajar con Benavides en sus posteriores espacios La paisana Jacinta, El wasap de JB y JB en ATV, siendo este último en emisión.[cita requerida]
A lo paralelo, Rosales fue parte de la conducción del programa radial 2 por la mañana para la emisora Radio Panamericana, al lado de su compañero de elenco, el actor cómico Carlos Vílchez entre 2020 y 2022. Fue invitado al late show peruano La noche es mía en el año 2016.
Además, en 2020 participó con Dayanita en la obra de teatro cómica peruana Habla causa, la cuál ambos fueron protagonistas. En simultáneo, es parte del programa web La casa de la comedia desde 2023[cita requerida] y se sumó al reparto principal de la película ¿Nos casamos? Sí, mi amor.
En 2023, protagonizó junto a Kike Suero la obra de teatro cómica Las hermanas Caraju, basado en el sketch de Los ambulantes de risa, cuya sinopsis es de reencuentro tras 23 años de ausencia.
En 2024, asumió la promoción de un evento cirquence en una zona rural del departamento de Ayacucho. Su participación se resumió en un documental web.

## Filmografía

### Televisión
| Año        | Título                    | Rol              | Notas                               | Emisión                 | Ref.             |
| ---------- | ------------------------- | ---------------- | ----------------------------------- | ----------------------- | ---------------- |
| 1998-1999  | Los reyes de la risa      | Él mismo         | Comediante y parte del elenco       | Red Global              | [ 1 ]            |
| 1999-2000  | Los ambulantes de la risa | Él mismo         | Comediante y parte del elenco       | Panamericana Televisión | [ 1 ]            |
| 2004       | Misterio                  | Él mismo         | Rol de invitado especial            | Frecuencia Latina       | [cita requerida] |
| 2005       | Lobos de mar              | «Huevera»        | Rol principal                       | Frecuencia Latina       | [ 4 ]            |
| 2006-2008  | Recargados de risa        | Él mismo         | Comediante e imitador               | América Televisión      | [cita requerida] |
| 2011-2014  | El especial del humor     | Él mismo         | Comediante e imitador               | Latina Televisión       | [cita requerida] |
| 2014-2015  | La paisana Jacinta        | Varios roles     | Rol principal                       | Latina Televisión       | [cita requerida] |
| 2015-2016  | JB en Willax              | Él mismo         | Comediante, actor cómico e imitador | Willax Televisión       | [cita requerida] |
| 2016       | La noche es mía           | «La abuela Maca» | Invitado especial                   | Latina Televisión       | [ 10 ]           |
| 2017-2021  | El wasap de JB            | Él mismo         | Comediante, actor cómico e imitador | Latina Televisión       | [cita requerida] |
| 2018       | Al sexto día              | Él mismo         | Entrevistado                        | Panamericana Televisión | [cita requerida] |
| desde 2021 | JB en ATV                 | Él mismo         | Comediante, actor cómico e imitador | ATV                     | [ 18 ] [ 19 ]    |

### Radio
| Año       | Título          | Rol      | Notas   | Emisión            | Ref.        |
| --------- | --------------- | -------- | ------- | ------------------ | ----------- |
| 2020-2022 | 2 por la mañana | Él mismo | Locutor | Radio Panamericana | [ 9 ] [ 8 ] |

### Teatro
| Año  | Título              | Rol    | Notas           | Ref.   |
| ---- | ------------------- | ------ | --------------- | ------ |
| 2020 | Habla causa         | Danny  | Rol protagónico | [ 11 ] |
| 2023 | Las hermanas Caraju | Lorena | Rol protagónico | [ 20 ] |

### Cine
| Año  | Título                    | Rol         | Notas         | Ref.   |
| ---- | ------------------------- | ----------- | ------------- | ------ |
| 2022 | ¿Nos casamos? Sí, mi amor | Mozo y juez | Rol principal | [ 13 ] |

### YouTube
| Año        | Título                | Rol          | Notas                 | Ref.             |
| ---------- | --------------------- | ------------ | --------------------- | ---------------- |
| 2022       | El club de la comedia | Varios roles | Comediante e imitador | [ 7 ]            |
| desde 2023 | La casa de la comedia | Varios roles | Comediante e imitador | [cita requerida] |
| 2023       | Habla causa           | Él mismo     | Invitado especial     | [ 21 ]           |